# Ultrarendimento
L’ultrarendimento (in inglese ultraperformance) è una concezione evoluta di rendimento che oltrepassa i limiti del profitto economico e integra una serie di impatti positivi, non monetari, ma ugualmente misurabili, generati da investimenti nell’economia reale. Esso si accompagna, spesso, ad una concezione dell’impresa che tiene al centro l’uomo coinvolgendo i suoi stakeholder - azionisti, lavoratori, clienti, fornitori e la comunità in cui essa insiste -, e che promuove l’integrazione del ritorno monetario con i principi di sostenibilità economica, sociale e ambientale, perseguendo il successo dell’impresa nel medio-lungo periodo.

## Origine
Con l’unione del prefisso “ultra” (dal latino “andare oltre”, “al di là”, “più lontano”) al sostantivo “rendimento” (“rapporto tra quanto ottenuto e quanto impiegato”)
si allude, in un solo lemma, ai benefici non monetari che toccano positivamente l’intera comunità coinvolta nell’attività dell’impresa, ovvero la tutela dei diritti dell’individuo, l’impatto sociale, lo sviluppo di responsabilità e di competenze individuali e collettive, il rispetto e la tutela dell’ambiente attraverso la valorizzazione del territorio. 
Il termine è stato coniato da Filippo La Scala, fondatore e Amministratore Delegato di Garnell SGR, in occasione del lancio del primo Fondo d’Investimento Alternativo (FIA) focalizzato sul settore agroalimentare, per indicare l’insieme dei benefici innescati dall’attività dei fondi di private equity che, nel loro processo d’investimento, si pongono l’obiettivo di incidere sull’economia reale. 
Dal punto di vista dell’investitore – abituato ad allocare le proprie risorse valutando essenzialmente il favorevole rapporto rischio-rendimento di un’attività finanziaria, classico binomio alla base delle tradizionali strategie d’investimento sui mercati finanziari – la ricerca dell’ultrarendimento, e/o l’aspettativa di generarlo, rappresenta quella terza dimensione, quell’ulteriore discriminante elemento di valutazione dell’appropriatezza delle proprie scelte di costruzione di portafoglio, in grado di generare un profondo cambio di paradigma nell’approccio agli investimenti.
In un contesto di instabilità del sistema finanziario a livello globale e di estrema volatilità dei mercati, si palesa la crescente divaricazione tra economia reale e modelli finanziari illusori. Nella lunga coda delle crisi che hanno investito il sistema economico mondiale nel primo decennio del XXI secolo appare imprescindibile risolvere il dilemma tra efficace gestione del rischio e generazione di rendimenti adeguati, ma anche riportare la finanza - per dirla con il premio Nobel Robert J. Schiller nel suo “Finance and good society” - alla sua originaria funzione di “architettura dei fini” (the science of goal architecture).

## Un nuovo set di metriche
Diversi studi dimostrano come le imprese che si preoccupano di integrare nella loro gestione il tema della sostenibilità e di adottare politiche di buon governo, coinvolgendo proattivamente tutti gli stakeholder nell’attività d’impresa, sono più forti e ottengono risultati positivi più duraturi e stabili nel tempo, al contrario di quelle che guardano esclusivamente al profitto abbracciando una concezione di breve termine.
Per misurare l’effetto dell’ultrarendimento Garnell e la Università Ca' Foscari di Venezia – la prima business school italiana, fondata nel 1868, pioniera negli studi di settore sulla sostenibilità economica – nell’ambito del progetto Metrics hanno lavorato congiuntamente per individuare un set di specifici indicatori che misurano in modo trasparente, sintetico e facilmente intelligibile gli impatti ambientali, sociali e di “buon governo” generati dall’attività d’investimento di Garnell.